# Грузино-сьерра-леонские отношения
Грузино-сьерра-леонские отношения — двусторонние отношения между Грузией и Сьерра-Леоне. Отношения были установлены 7 апреля 1997 года.

## История отношений
В 1991 году Сьерра-Леоне признала независимость Грузии вскоре после распада Советского Союза. Однако никаких официальных отношений не было установлено пять лет. Только 7 апреля 1997 года Тбилиси и Фритаун установили дипломатические отношения без обмена послами. До сих пор двусторонние отношения между двумя странами сохраняют прежний статус.
Приход Михаила Саакашвили к власти Грузии в 2004 году несколько изменил отношения между двумя странами, но не определил более прочную дипломатию с Фритауном. В 2006 году была предпринята мимолетная попытка наладить торговлю, но к концу года экспорт грузинской продукции в Сьерра-Леоне составил всего 300 долларов, в то время как за тот же период не было зарегистрировано ни одного случая импорта из Сьерра-Леоне в Грузию.
21 сентября 2007 года в соответствии с совместным заявлением членов Европейского Союза и его союзников Грузия положительно восприняла демократические выборы, на которых Эрнест Бай Корома пришел к власти Сьерра-Леоне. Но это событие не было связано с изменением двусторонних отношений.
В 2018 году в рамках Генассамблеи ООН в Нью-Йорке министр иностранных дел Грузии Давид Залкалиани встретился с министром иностранных дел Сьерра-Леоне Алие Кабба.